# Клема

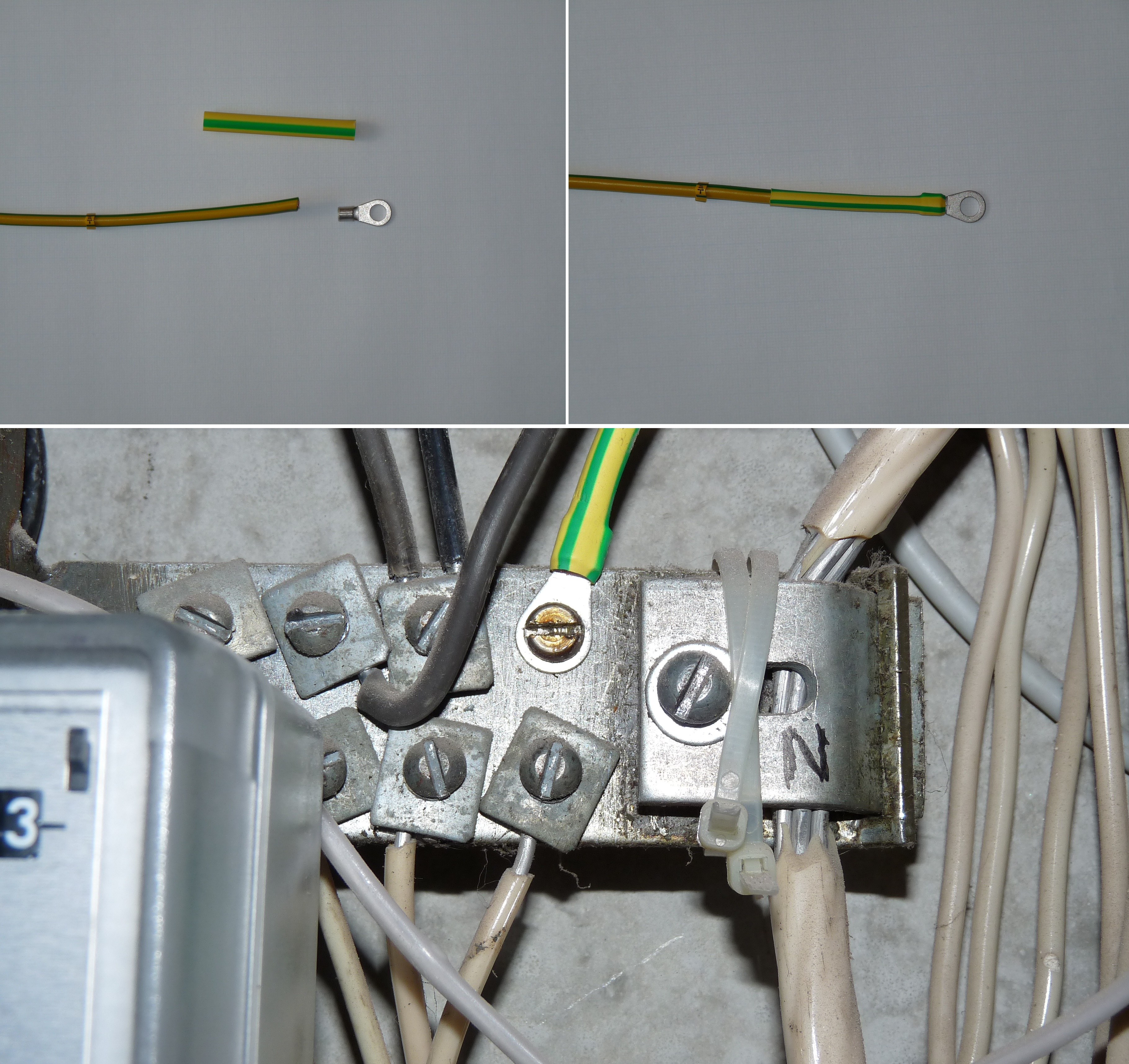
Клеми будинкової проводки

Клема (нім. Klemme — «затискач») — затискач для з'єднування електричних проводів з машиною, приладом і т. ін. Клемове з'єднання є одним з видів електротехнічних з'єднань, поряд зі скручуванням, паянням, зварюванням, болтовим і гільзовим з'єднаннями. Клеми часто вживаються у вигляді блоків — клемових колодок (клемників). Воно є одним з найнадійніших, але при його застосуванні не можна використовувати проводи з багатодротовою жилою, не споряджені наконечниками: при затяганні гвинтів вони розплющуються, що може викликати розрив дротів чи ослаблення контакту з часом.